# Andrej Aršavin
Andrej Sergejevič Aršavin (rusko Андре́й Серге́евич Арша́вин), ruski nogometaš, * 29. maj 1981, Leningrad, Sovjetska zveza.
Aršavin je opozoril širšo javnost nase na prvenstvu Evrope leta 2008 z izjemnimi predstavami v dresu Rusije. Predvsem je ostal v spominu z odločilnim golom v podaljšku četrtfinalne tekme proti Nizozemski, pa tudi s svojim slogom, ki ga krasijo številne podaje in hitri prodori v nasprotnikov kazenski prostor.
V začetku leta 2009 ga je v svoje vrste sprejel angleški Arsenal, kjer je takoj zablestel. V drugi polovici sezone 2008-09 je že po dvanajstih nastopih dosegel 6 golov. 21. aprila 2009 se je zapisal v anale z izjemnim dosežkom - na Anfieldu je Liverpoolu zabil kar štiri gole - drugi, ki jih je toliko zabil »Redsom« in šele šesti nasploh v vsej dosedanji zgodovini Premier League. Zelo lep uspeh za novinca v prvenstvu, ki se je seveda takoj priljubil svojim navijačem in privržencem nogometa po celem svetu.  

## Začel je v Zenitu
Andrej, rojeni Leningrajčan (današnji Sankt Peterburg), Rusija, je igral za nogometni klub v svojem mestu - Zenit. Klub, ki je tradicionalno v vrhu ruskega nogometa in s katerim je »Ševa« (Ruščina:Shava), kot se ga je prijel naziv, dosegel vrhunec z zmago v finalu pokala UEFA leta 2008.

## Tujina: Arsenal
Februarja 2009 je v zimskem prestopnem roku podpisal pogodbo za angleški Arsenal, kateri mu je namenil dres s številko 23, katero je nazadnje nosil dolgoletni Arsenalov branilec Sol Campbell.

## Državna reprezentanca
Debitiral je za svojo izbrano vrsto 17. maja 2002 na tekmi proti Belorusiji, manj kot leto dni kasneje pa dosegel prvi gol na prijateljski tekmi proti Romuniji. 

Leta 2008 je ruska reprezentanca pod vodstvom Guus Hiddinka prijetno presenetila s svojimi predstavami in uvrstitvijo v polfinale. Aršavin, ki na prvih dveh tekmah turnirja sploh ni bil v postavi, je zaigral prvič šele na tretji tekmi proti Švedski. Tekmo so Rusi dobili z dva proti nič, Aršavin, ki je zadel drugi gol v 50. minuti pa je bil proglašen za igralca tekme. Sledila je spektakularna tekma četrtfinala proti favoriziranem Nizozemcem v kateri so po rezultatu 1 - 1 morali v podaljške. Tam je očitno odločila zelo dobra fizična pripravljenost ruskih reprezentantov, ki so dobesedno ponižali nizozemske. Mož odločitve je bil tudi tokrat prav Aršavin, ki je najprej podal za vodstvo 2 - 1, zadel je Dmitri Torbinski, nato pa še sam zadel za končnih 3 - 1 in potrdil uvrstitev v polfinale. Za igralca tekme je bil izbran Aršavin, ki pa skupaj s soigralci ni bil sposoben ponovitve podobne predstave  v naslednji tekmi, tekmi za finale, kjer so izgubili proti kasnejšim prvakom Špancem.

## Statistika kariere

### Klubska statistika po sezonah
(zadnja posodobitev 17. september 2009)
| Klub                | Sezona  | Prvenstvo | Prvenstvo | Prvenstvo | Pokal    | Pokal | Pokal | Evropa   | Evropa | Evropa | Skupno   | Skupno | Skupno |
| Klub                | Sezona  | Nastopov  | Golov     | Podaj     | Nastopov | Golov | Podaj | Nastopov | Golov  | Podaj  | Nastopov | Golov  | Podaj  |
| ------------------- | ------- | --------- | --------- | --------- | -------- | ----- | ----- | -------- | ------ | ------ | -------- | ------ | ------ |
| Zenit St. Peterburg | 2000    | 10        | 0         | 1         | 1        | 0     | 0     | 3        | 0      | 0      | 14       | 0      | 1      |
| Zenit St. Peterburg | 2001    | 29        | 4         | 8         | 5        | 1     | 2     | 0        | 0      | 0      | 34       | 5      | 10     |
| Zenit St. Peterburg | 2002    | 30        | 4         | 7         | 3        | 0     | 2     | 4        | 2      | 5      | 37       | 6      | 16     |
| Zenit St. Peterburg | 2003    | 27        | 5         | 10        | 3        | 0     | 2     | 0        | 0      | 0      | 30       | 5      | 10     |
| Zenit St. Peterburg | 2004    | 28        | 6         | 8         | 4        | 2     | 1     | 8        | 4      | 1      | 40       | 12     | 10     |
| Zenit St. Peterburg | 2005    | 29        | 9         | 9         | 3        | 0     | 0     | 13       | 5      | 3      | 45       | 14     | 12     |
| Zenit St. Peterburg | 2006    | 28        | 7         | 13        | 4        | 0     | 1     | 0        | 0      | 0      | 32       | 7      | 14     |
| Zenit St. Peterburg | 2007    | 30        | 10        | 13        | 2        | 1     | 4     | 14       | 4      | 10     | 46       | 15     | 27     |
| Zenit St. Peterburg | 2008    | 27        | 6         | 8         | 1        | 1     | 0     | 6        | 0      | 1      | 34       | 7      | 9      |
| Zenit St. Peterburg | Skupaj  | 238       | 51        | 77        | 26       | 5     | 13    | 46       | 15     | 20     | 312      | 71     | 109    |
| Arsenal             | 2008–09 | 12        | 6         | 7         | 3        | 0     | 2     | 0        | 0      | 0      | 15       | 6      | 9      |
| Arsenal             | 2009–10 | 3         | 1         | 1         | 0        | 0     | 0     | 2        | 1      | 0      | 5        | 2      | 1      |
| Arsenal             | Skupaj  | 15        | 7         | 8         | 3        | 0     | 2     | 2        | 1      | 0      | 20       | 8      | 10     |
| Kariera             | Skupaj  | 253       | 58        | 85        | 29       | 5     | 15    | 48       | 16     | 20     | 332      | 79     | 119    |

### Mednarodni goli
Seznam Aršavinovih golov za Rusijo.
| #   | Datum             | Lokacija                                   | Nasprotnik  | Gol za... | Rezultat | Tekmovanje                                                    |
| --- | ----------------- | ------------------------------------------ | ----------- | --------- | -------- | ------------------------------------------------------------- |
| 1.  | 13. februar 2003  | Tsirion Stadium, Limassol, Ciper           | Romunija    | 3–1       | 4–2      | Prijateljska tekma                                            |
| 2.  | 9. oktober 2004   | Stade Josy Barthel, Luksemburg, Luksemburg | Luksemburg  | 2–0       | 4–0      | Kvalifikacije za svetovno prvenstvo v nogometu - Nemčija 2006 |
| 3.  | 13. oktober 2004  | Lizbona, Portugalska                       | Portugalska | 1–4       | 1–7      | Kvalifikacije za svetovno prvenstvo v nogometu - Nemčija 2006 |
| 4.  | 30. marec 2005    | A. Le Coq Arena, Talin, Estonija           | Estonija    | 1–0       | 1–1      | Kvalifikacije za svetovno prvenstvo v nogometu - Nemčija 2006 |
| 5.  | 4. junij 2005     | Stadion Petrovski, Sankt Peterburg, Rusija | Latvija     | 1–0       | 2–0      | Kvalifikacije za svetovno prvenstvo v nogometu - Nemčija 2006 |
| 6.  | 8. junij 2005     | Borussia Park, Mönchengladbach, Nemčija    | Nemčija     | 2–2       | 2–2      | Friendly                                                      |
| 7.  | 17. august 2005   | Skonto Stadions, Riga, Latvija             | Latvija     | 1–0       | 1–1      | Kvalifikacije za svetovno prvenstvo v nogometu - Nemčija 2006 |
| 8.  | 7. oktober 2006   | Stadion Dinamo, Moskva, Rusija             | Izrael      | 1–0       | 1–1      | Kvalifikacije za Evropsko prvenstvo v nogometu 2008           |
| 9.  | 15. november 2006 | Mestni stadion, Skopje, Makedonija         | Makedonija  | 2–0       | 2–0      | Kvalifikacije za Evropsko prvenstvo v nogometu 2008           |
| 10. | 9. august 2007    | Štadion Lokomotive , Moskva, Rusija        | Makedonija  | 2–0       | 3–0      | Kvalifikacije za Evropsko prvenstvo v nogometu 2008           |
| 11. | 4. junij 2008     | Wacker Arena, Burghausen, Nemčija          | Litva       | 2–1       | 4–1      | Prijateljska tekma                                            |
| 12. | 18. junij 2008    | Tivoli-Neu, Innsbruck, Avstrija            | Švedska     | 2–0       | 2–0      | Evropsko prvenstvo v nogometu 2008                            |
| 13. | 21. junij 2008    | St. Jakob-Park, Basel, Švica               | Nizozemska  | 3–1       | 3–1      | Evropsko prvenstvo v nogometu 2008                            |
| 14. | 11. oktober 2008  | Signal Iduna Park, Dortmund, Nemčija       | Nemčija     | 1–2       | 1–2      | Kvalifikacije za SP Južnoafriška Republika 2010               |
| 15. | 15. oktober 2008  | Štadion Lokomotive , Moskva, Rusija        | Finska      | 3–0       | 3–0      | Kvalifikacije za SP Južnoafriška Republika 2010               |
| 16. | 14. oktober 2009  | Štadion Tofik Bakhramov, Baku, Azerbajdžan | Azerbajdžan | 1–0       | 1–1      | Kvalifikacije za SP Južnoafriška Republika 2010               |

## Dosežki

### S Klubom
- Zenit St. Petersburg
  - Ruska Premierna liga: 2007
  - Pokal ruske premierne lige:  2003
  - Ruski Superpokal:  2008 
  - Pokal UEFA: 2007–08
  - Evropski Superpokal: 2008

### Individualno
- Ruski nogometaš leta - 2006
- Ruska Premierna Liga: Najboljši podajalec - 2007
- Pokal UEFA 2008: Najboljši podajalec - 2008
- Premier League - Igralec meseca - april 2009
- Arsenalov igralec meseca - marec 2009, april 2009